# Whistler Olympic Park

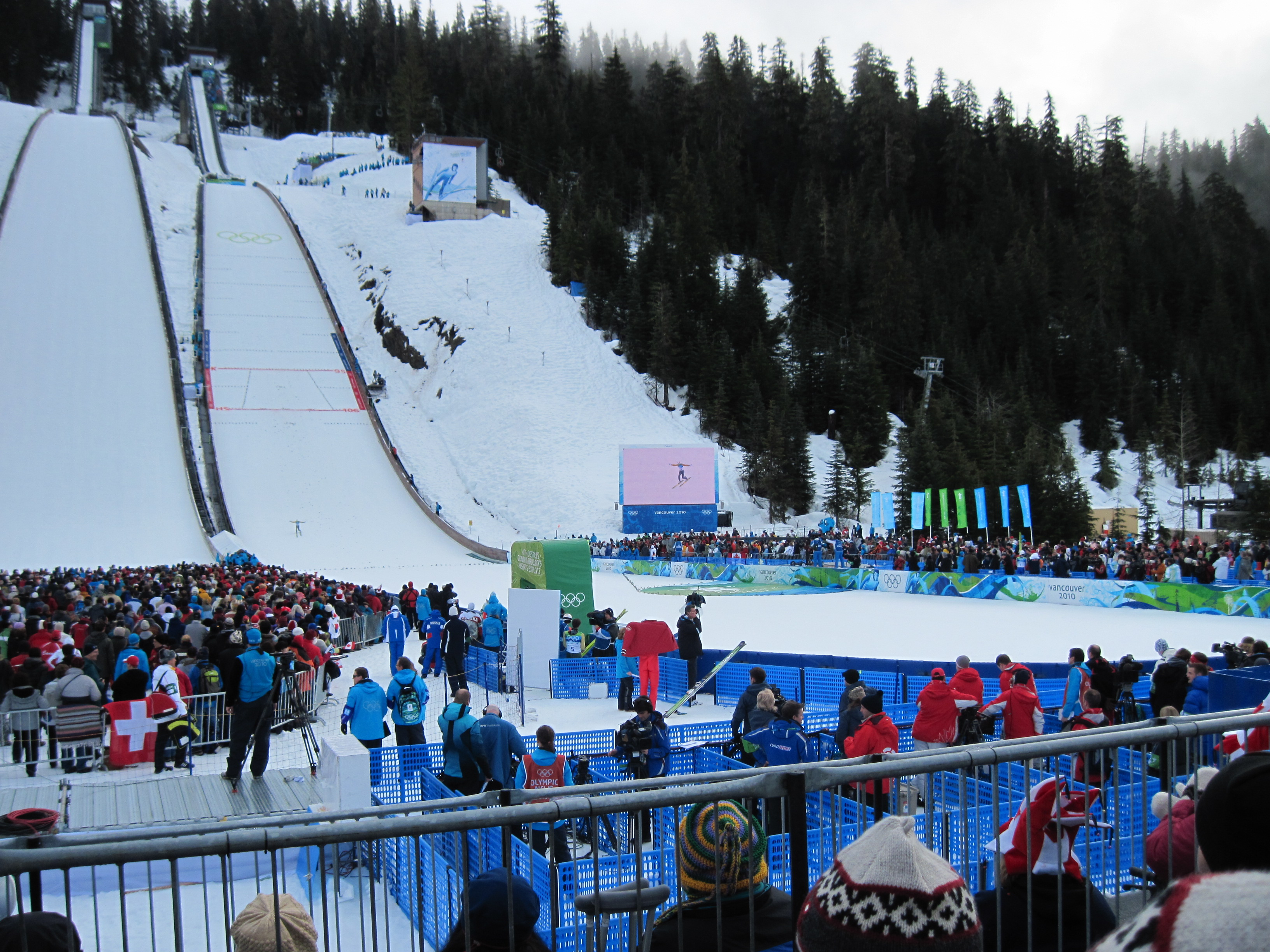
Whistler Olympic Park

Whistler Olympic Park is de locatie voor de Noordse skisporten gedurende de Olympische Winterspelen van 2010. Het park is gesitueerd in de Callaghan Valley, ten westen van Whistler. De accommodatie beschikt over faciliteiten voor biatlon, langlaufen, noordse combinatie en schansspringen.

## Faciliteiten
Drie stadions, met zowel tijdelijke als permanente faciliteiten, zijn er gebouwd met een capaciteit van 10.000 toeschouwers per stadion (6.000 voor de Paralympische Spelen). De accommodatie ligt op ongeveer 8 kilometer van de Highway 99 en 14 kilometer van het Whistler Olympic and Paralympic Village. Er werden 14 kilometer wedstrijdloipes voor de biatlon en het langlaufen aangelegd, twee schansen (K-90 en K-120) en 20 a 25 kilometer trainings en recreatieloipes.

## Pre-Olympische wedstrijden
In januari 2009 werden de testwedstrijden gehouden voor het langlaufen, het schansspringen en de noordse combinatie. De biatlonwedstrijden vonden twee maanden later plaats.